# NGC 2274
NGC 2274 ist eine elliptische Galaxie vom Hubble-Typ E im Sternbild Zwillinge auf der Ekliptik. Sie ist schätzungsweise 226 Millionen Lichtjahre von der Milchstraße entfernt.
Das Objekt wurde am 26. Oktober 1786 von Wilhelm Herschel entdeckt.

## NGC 2274-Gruppe(LGG 139)
| Galaxie   | Alternativname | Entfernung/Mio. Lj |
| --------- | -------------- | ------------------ |
| NGC 2274  | PGC 19603      | 226                |
| NGC 2275  | PGC 19605      | 215                |
| NGC 2290  | PGC 19718      | 225                |
| PGC 19586 | UGC 3537       | 231                |